# The Velvet Underground and Nico (film)
Cet article concerne le film. Pour l'album, voir The Velvet Underground and Nico.
Pour plus de détails, voir Fiche technique et Distribution.
The Velvet Underground and Nico, parfois sous-titré A Symphony of Sound, est un documentaire musical américain réalisé par Andy Warhol et Paul Morrissey et sorti en 1966.
Le film a été tourné à la Factory le 3 janvier 1966. Il dure 67 minutes et a été filmé en 16 mm noir et blanc.

## Synopsis
Le film dépeint la première répétition du groupe The Velvet Underground et Nico, et se résume à une longue improvisation. Lou Reed et Sterling Morrison jouent de leurs guitares électriques (respectivement Gretsch Country Gentleman et Vox Phantom), Maureen Tucker joue de sa batterie trois pièces composée d'un stand tom, d'une caisse claire, d'une grosse caisse et d'une cymbale simple, John Cale joue de son alto électrique et Nico frappe une maraca simple contre un tambourin. Le garçon aux pieds de Nico est son fils Ari (Christian Aaron Boulogne), âgé de 3 ans, dont le père était l'acteur français Alain Delon. Reed apprend à Nico les paroles de Venus in Furs. Il y a aussi une tentative de chanson complète, There She Goes Again, avec Nico au chant. Cale passe ensuite à la basse et à un moment donné, il crée un effet larsen sur un cadre en bois d'un piano pendant que Nico joue sur la Fender Precision Bass de Cale. Cale reprend bientôt son alto et vers la fin du film, la répétition est interrompue par l'arrivée de la police new-yorkaise, censée répondre à une plainte pour nuisances sonores.
Le film était destiné à être projeté lors des concerts du Velvet Underground pendant l'installation et l'accordage.

## Fiche technique
- Titre original : The Velvet Underground and Nico[3]
- Réalisation : Andy Warhol, Paul Morrissey
- Société de production : Andy Warhol Films
- Pays de production :  États-Unis
- Langues originales : anglais américain
- Format : Noir et blanc - Son mono - 16 mm
- Genre : documentaire musical
- Durée : 67 minutes
- Dates de sortie :
  - États-Unis : 8 février 1966

## Distribution
- John Cale : lui-même
- Gerard Malanga : lui-même
- Sterling Morrison : lui-même
- Billy Name : lui-même
- Nico : elle-même
- Christian Päffgen : Ari
- Lou Reed : lui-même
- Stephen Shore : lui-même
- Maureen Tucker : lui-même
- The Velvet Underground	: eux-mêmes
- Andy Warhol : lui-même
- Mary Woronov : danseuse